# Neomyia fletcheri
Neomyia fletcheri är en tvåvingeart som först beskrevs av Fritz Isidore van Emden 1965.  Neomyia fletcheri ingår i släktet Neomyia och familjen husflugor. Inga underarter finns listade i Catalogue of Life.